# Federação dos Blocos Carnavalescos do Estado do Rio de Janeiro
A Federação dos Blocos Carnavalescos do Estado do Rio de Janeiro (FBCERJ) é uma entidade representativa dos blocos de enredo da cidade do Rio de Janeiro.
Muitas escolas de samba como Leão de Nova Iguaçu, Unidos do Cabral, Flor da Mina, Rosa de Ouro, Corações Unidos do Amarelinho, Favo de Acari, Boca de Siri entre outras já foram filiadas à federação e aentidade que já teve até 11 grupos, hoje administra os Grupos A, B e C. 

## História

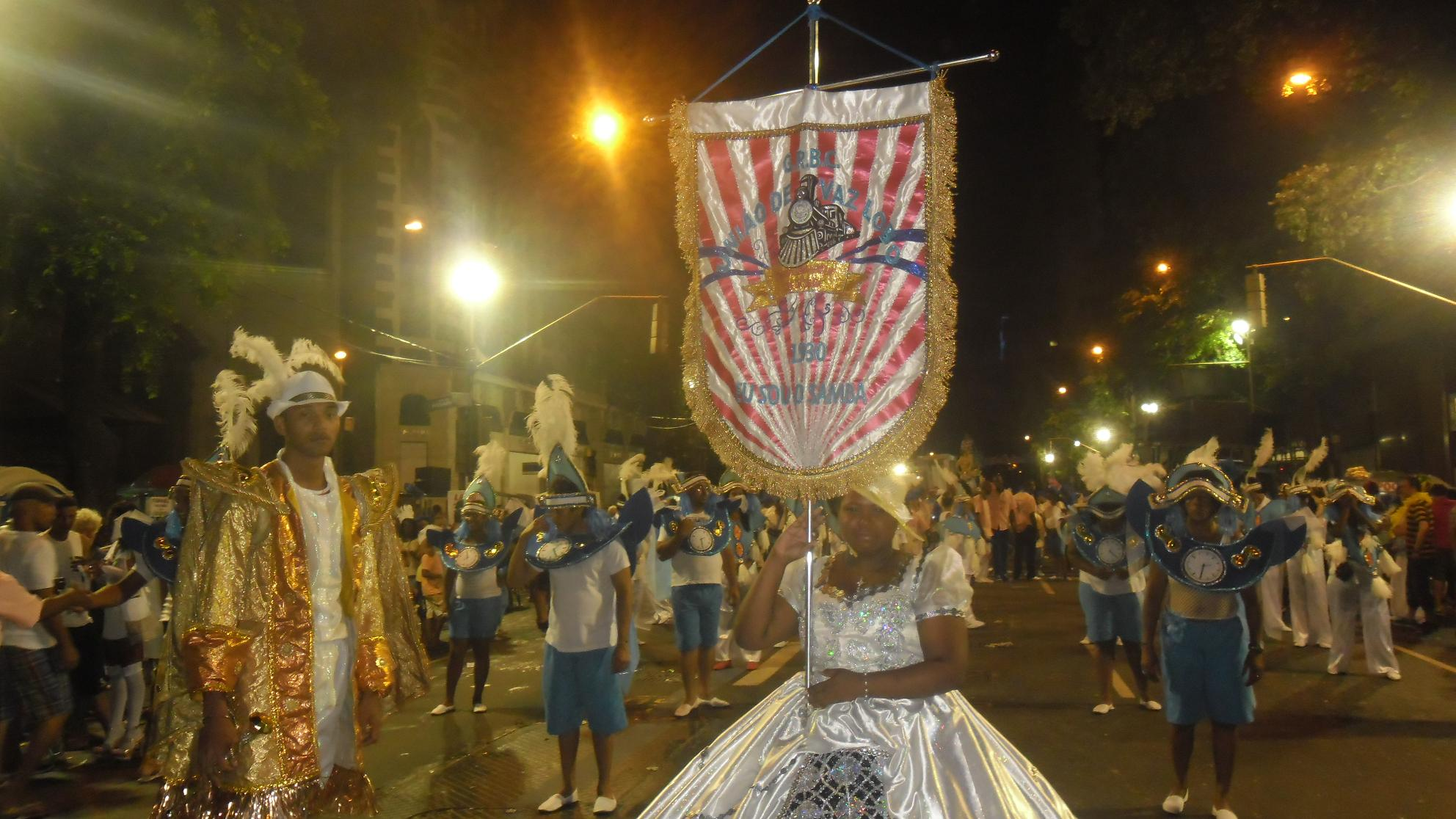
Casal de mestre-sala e porta-estandarte da União de Vaz lobo. Uma das diferenças entre os blocos e as escolas de samba, é a porta-estandarte como obrigatoriedade, ao invés da porta-bandeira.

A Federação dos Blocos foi fundada no dia 28 de setembro de 1965. 
Em 2011 após uma parceria com a AESCRJ, o regulamento do Carnaval passou a estipular que o bloco de enredo campeão se transformaria em escola de samba para o Carnaval seguinte, e que, da mesma forma, no ano seguinte, as últimas escolas se transformariam em blocos de enredo.
No segundo ano de vigência desta regra, após uma série de escândalos quanto ao resultado do Carnaval 2013, as três agremiações rebaixadas,  inconformadas com o resultado do carnaval (Vizinha Faladeira, Flor da Mina e Tradição Barreirense) propuseram uma ação judicial questionando tal rebaixamento..  Elas chegaram a conseguir uma liminar para serem relacionadas no desfile como escolas de samba, mas posteriormente, num acordo,  a Tradição Barreirense se reintegrou como filiada à Federação.
No carnaval de 2014, devido a essas intervenções judiciais, o grupo de elite dos blocos passou somente a desfilar com  seis blocos. Com a criação do grupo de avaliação da AESCRJ, 2014 foi o último ano em que haveria essa relação de ascensão e descenso entre blocos e escolas de samba.
Seu presidente, Izaltino Medeiros faleceu em 23 de junho de 2018 e nisso quem assumiu a entidade foi Roberto Gonçalves de Abreu, que ficou um ano e dois mês para dar lugar a Eduardo Alvarenga. 

### Presidência
| Presidente                      | Mandato                 | Referência |
| ------------------------------- | ----------------------- | ---------- |
| Izaltino Medeiros               | 01/05/1999 - 23/06/2018 | [ 7 ]      |
| Roberto Gonçalves de Abreu      | 24/06/2018 - 12/09/2019 |            |
| Eduardo Alvarenga               | 12/09/2019 - 12/06/2021 |            |
| Luiz Pereira Duarte (Luiz Cajá) | 12/06/2021 - Atualidade |            |